# Tiberiu Valentin Hossu
Tiberiu Valentin Hossu (n. 12 mai 1970) este un fost deputat român în legislatura 2000-2004, ales în județul Dâmbovița pe listele partidului PSD. Tiberiu Valentin Hossu a fost validat ca deputat pe data de 1 septembrie 2004 când l-a înlocuit pe deputatul Ion Nicolae.

## Legături externe
- Tiberiu Valentin Hossu Arhivat în 1 martie 2024, la Wayback Machine. la cdep.ro